# Viện Hàn lâm Khoa học Tajikistan
Viện Hàn lâm Khoa học nước Cộng hòa Tajikistan (tiếng Tajik: Академияи илмҳои Ҷумҳурии Тоҷикистон, Akademiyai ilmhoi Jumhuriyi Tojikiston; tiếng Nga: Академия наук Республики Таджикистан, Akademiya nauk Respubliki Tadzhikistan) là tổ chức khoa học chính của nước Cộng hòa Tajikistan. Viện có 20 Học viện nghiên cứu, và 3 Trung tâm khoa học gồm Chi nhánh Pamir ở phía đông, Khujand ở phía bắc và Trung tâm khoa học Khatlon ở phía tây nam. Học viện được tổ chức theo ba bộ phận chuyên đề: khoa học vật lý, hóa học và địa chất; khoa học sinh học và y tế; nhân văn và khoa học xã hội.
Ban đầu Viện là thành phần của Viện Hàn lâm Khoa học Liên Xô. Viện được thành lập năm 1951 với tên gọi Viện Hàn lâm Khoa học của nước Cộng hòa Xã hội chủ nghĩa Xô viết Tajik . Từ khi Liên Xô tan rã năm 1991 Viện là cơ quan khoa học cao nhất ở Cộng hòa Tajikistan.
Chủ tịch đương nhiệm là Viện sĩ Rakhimov Farkhod Kodirovich (Рахимов Фарход Кодирович) được bầu năm 2013. Chủ tịch trước đó là M. I. Ilolov đảm trách từ năm 2005.